# Usine de Dunes
De Usine de Dunes is een staalfabriek die gelegen is in de tot het Franse Noorderdepartement behorende plaats Leffrinkhoeke.
De fabriek werd gesticht in 1911 door de Aciéries et forges de Firminy, gevestigd in het bekken van Saint-Étienne, waar men de hoop vestigde op lage grondprijzen en gehoorzame Vlaamse arbeiders. Ook de infrastructuur met kanaal, de nabijheid van de haven van Duinkerke, autoweg en spoorweg, was aantrekkelijk. Het was in de eerste helft van de 20e eeuw een zeer modern staalbedrijf. In 1954 fuseerde het moederbedrijf met de Forges de la Marine tot de Compagnie des ateliers et forges de la Loire (CAFL).
In de jaren '60 van de 20e eeuw werkten er 2200 mensen, ongeveer 20% van het personeelsbestand van CAFL. Van staalproductie verschoof de aandacht zich naar walserijproducten, gieterijproducten en verder verwerkte producten. Een belangrijk product wordt gevormd door spoorrails.
In de jaren '70 van de 20e eeuw werkten er tot 3136 mensen, waarna moeilijke jaren begonnen. In 1987 kwam het bedrijf aan de groep Ascometal, in 1999 aan de groep Lucchini en in 2005 aan de Russische groep Severstal. In 2008 werkten er nog ongeveer 1000 mensen.